# Messe de la Pentecôte
Die Messe de la Pentecôte (dt.: „Pfingstmesse“) ist ein Orgelzyklus von Olivier Messiaen. Das Stück erschien 1951 als erste neue Orgelkomposition nach einer längeren Pause und unterscheidet sich stilistisch deutlich von den früheren Zyklen L’Ascension, La Nativité du Seigneur und Les Corps Glorieux. Es ist das einzige Orgelwerk Messiaens, dessen Sätze ausdrücklich bestimmten liturgischen Funktionen zugewiesen sind.

## Sätze
Die fünf Sätze der Pfingstmesse entsprechen in Umfang und Charakter den Konventionen einer Messe basse (einer musikalisch ausschließlich mit Orgelmusik gestalteten Stillen Messe), wie sie vor dem 2. Vatikanischen Konzil in Pariser Kirchen alltäglich gefeiert wurde. Kompositionen für Orgel solo mit dieser Satzfolge wie auch Einzelkompositionen für die entsprechenden fünf Stellen der katholischen Messe gehören zu den wichtigsten Formen der französischen Orgelmusik im 19. und 20. Jahrhundert.
Alle Sätze tragen Titel, mit denen Messiaen sie in Zusammenhang mit der Pfingsterzählung der Apostelgeschichte setzt. Zusätzlich zum Titel ist jedem Satz ein Motto vorangestellt; sie sind der Bibel oder (beim 2. Satz) dem Nicänischen Glaubensbekenntnis entnommen. 
Die Satztitel und Mottos lauten:
1. Entrée: Les langues de feu (Einzug: Die Feuerzungen); Motto: „Zungen wie von Feuer ließen sich auf einen jeden von ihnen nieder.“ (Apostelgeschichte 2,3 EU).
2. Offertoire: Les choses visibles et invisibles (Gabenbereitung: Die sichtbaren und die unsichtbaren Dinge); Motto: „... die sichtbare und die unsichtbare Welt.“ (Credo).
3. Consécration: Le don de Sagesse (Wandlung: Die Gabe der Weisheit); Motto: „Der Heilige Geist wird euch an alles erinnern, was ich euch gesagt habe.“ (Johannes 14,26.)
4. Communion: Les oiseaux et les sources (Kommunion: Die Vögel und die Quellen); Motto: „Ihr Wasserquellen, preist den Herrn; ihr Vögel des Himmels, preist den Herrn.“ (Gesang der Jünglinge in Daniel 3,77 und 80).
5. Sortie: Le vent de l’Esprit (Auszug: Das Brausen des Geistes); Motto: „Ein gewaltiges Brausen erfüllte das ganze Haus.“ (Apostelgeschichte 2,2 EU).

## Stilistik
Die Messe da la Pentecôte gehört zusammen mit dem Livre d’Orgue zu einer besonders experimentellen Schaffensperiode Messiaens. Seine modalen und harmonischen Strukturen hatte er bereits voll entwickelt, nun begann er sein Hauptaugenmerk auf die Ausdifferenzierung des Rhythmus zu richten. Es kommen vielerlei irreguläre Teilungen, Polyrhythmen, personnages rhythmiques und weitere Techniken vor.
Die Werke dieser Zeit sind besonders komplex; in ihnen erscheinen unterschiedliche kompositorische Elemente und Einflüsse (Gregorianik, Modi mit begrenzter Transponierbarkeit, Accords speciaux, griechische und indische Rhythmen, Vogelgesänge, serielle Techniken usw.) stärker als in Werken anderer Schaffensphasen nicht nur aneinandergereiht, sondern auch miteinander verwoben.
Mit der Pfingstmesse beginnt Messiaens „Vogeljahrzehnt“. Vogelrufe, die er nach der Natur aufzeichnete und in Noten umsetzte, sowie frei komponierte Melodien im Stil von Vogelrufen gibt es sporadisch schon in früheren Kompositionen, ab ca. 1950 werden sie zum prägenden und zentralen Bestandteil seiner Werke. Die Pfingstmesse ist das erste Stück, in dem die Bezeichnung „oiseau“ und Namen bestimmter Vögel an den entsprechenden Stellen in den Noten erscheinen. Messiaen bezeichnete die Inspiration durch Vogelstimmen später als Ausweg aus der Empfindung, dass seine bisherige musikalische Sprache sich erschöpft habe.

## Notenausgabe
Olivier Messiaen: Messe de la Pentecôte pour Orgue. Alphonse Leduc, Paris 1951, Verlagsnr. 20906